# Viasat Nature/Crime
Viasat Nature är en svensk tv-kanal, ägd av Modern Times Group. Tidigare namn på kanalen har varit TV6, Viasat Nature/Action och Viasat Nature/Crime. Kanalen visar i huvudsak naturfilm. Tidigare visade kanalen deckarfilmer och serier på kvällstid, men denna del av kanalens utbud avvecklades 2015.

## Historik

### 1994-1998: TV6
1994 startade Kinnevik TV6 som ett komplement till TV3. Den nya kanalen profilerades då som "den kvinnliga kanalen".
Bland de program som kanalen sände fanns den amerikanska pratshowen Ricki Lake, hälsovårdsprogram, långfilmer samt olika miniserier och såpoperor såsom Läkarstationen, Makt och begär, Dynastin och Hög diplomati. Några enstaka egenproduktioner gjordes också i kanalen, bland annat programmet Mycket mera män, där lättklädda svenska män visade upp sig. Kanalchef under den här tiden var Brita Sohlberg. På dagtid visades en shoppingkanal med namnet TVG på samma kanalplats som TV6.
Kanalen hade hallåor som presenterade programmen.
1996 startade Kinnevik den nya kanalen Sportkanalen som sändes på TV6:s programplats under helgerna. Att Sportkanalen började sända innebar kontroverser mellan Kinnevik och Telia Kabel-TV som tillfälligt tog bort kanalen ur sitt utbud eftersom innehållet förändrats. 
TV6 hade också en dansk systerkanal med liknande utbud. Under 1996 fusionerade TV6 Danmark med ZTV Danmark för att bilda 3+. Kinnevik hade under en tid planer på att slå samman de svenska ZTV och TV6, samt Sportkanalen till en svensk version av 3+, men dessa planer genomfördes aldrig.
1997 lades både Sportkanalen och TVG ned och istället började Playboy TV att visas på kanalplatsen under nattetid på samma kanalplats. Deras sändningar förblev dock kodade i kabelnäten.

### 1998-2002: TV6 Nature World och TV6 Action World
Den 2 februari 1998 ändrade kanalen inriktning och blev en betalkanal som sände naturprogram 18.00-21.00 och actionserier och -filmer 21.00-00.00. Programblocken fick namnen TV6 Nature World och TV6 Action World.
Vid slutet av 1990-talet började Nickelodeon, som tidigare hade delat kanalplats med ZTV, att sända på TV6 kanalplats under dagtid.

### 2002-2005: Viasat Nature/Action
År 2002 bytte kanalen namn till Viasat Nature och Viasat Action, men namnet TV6 fortsatte att i begränsad omfattning förekomma. År 2003 kunde 1 784 000 svenskar se kanalen (21 % av befolkningen, Källa: MMS). Totalt tittade svenskarna på kanalen i snitt 0,6 minuter dagligen.

### 2005-2015: Viasat Nature/Crime
Den 1 oktober 2005 bytte Viasat Action namn till Viasat Crime, och fokus på programutbudet flyttade från action till deckare.
Den 1 februari 2007 plockades Nickelodeon bort från kanalplatsen och Viasat Natures sändningar utökades kraftigt. Viasat Nature sände därefter kl 06.00-20.00 varpå Viasat Crime tog över 20.00-00.00.

### 2015-: Viasat Nature
Den 10 november 2015 genomförde Viasat vissa förändringar av sitt kanalutbud i samband med att man lanserade en särskild premiumkanal för TV-Serier, Viasat Series. I samband med denna förändring lades Viasat Crime ner. En del av kanalens utbud flyttades till Viasat Series och TV8. Viasat Nature fick samtidigt utökad sändningstid, 06.00-24.00.

## Källhänvisningar
1. ↑  TV6 blir betal-tv-kanal och lanserar två nya format, "TV6 Action World" och "TV6 Nature World", MTG, 18 december 1997
2. ↑  Viasat Action skifter navn til Viasat Crime Arkiverad 22 september 2017 hämtat från the Wayback Machine., tvnyt.com, 29 september 2005
3. ↑  Meget mere Viasat Nature & Viasat Crime, Viasat Danmark arkiverat
4. ↑  Nya filmkanaler Arkiverad 27 januari 2016 hämtat från the Wayback Machine., Viasat,
5. ↑  ”Arkiverade kopian”. Arkiverad från originalet den 19 november 2017. https://web.archive.org/web/20171119204925/http://www.canaldigitalkabel.se/kundservice/nyheter.html. Läst 27 januari 2016.
6. ↑  Två nya kanaler – MTG bekräftar Viasat Series och Viasat Film Hits Arkiverad 19 februari 2016 hämtat från the Wayback Machine., 9 oktober 2015, Expressen